# Puente sobre el río Qiantang
El puente sobre el río Qiantang (en chino simplificado, 钱塘江大桥) es un puente de carretera y ferrocarril con dos plataformas que cruza el río Qiantang a la altura de la ciudad de Hangzhou, en la provincia de Zhejiang, China.

## Historia
El puente fue diseñado por Mao Yisheng y construido por la firma británica Dorman Long. Los trabajos de construcción comenzaron el 8 de agosto de 1934 y fueron terminado el 29 de septiembre de 1937. Es un puente de tablero doble en celosía. La parte principal que cruza el río está formada por 16 vanos que suman una longitud de 1072 metros. Incluyendo las estructuras de acceso el puente tiene una longitud total de 1453m. 
El 17 de noviembre de 1937, durante la Batalla de Shanghái, se llegó a planear la voladura del puente para retrasar el avance de las tropas del Ejército Imperial Japonés.
Sufrió una serie de trabajos de reparación en 1953 y está todavía en uso.

## Galería de imágenes

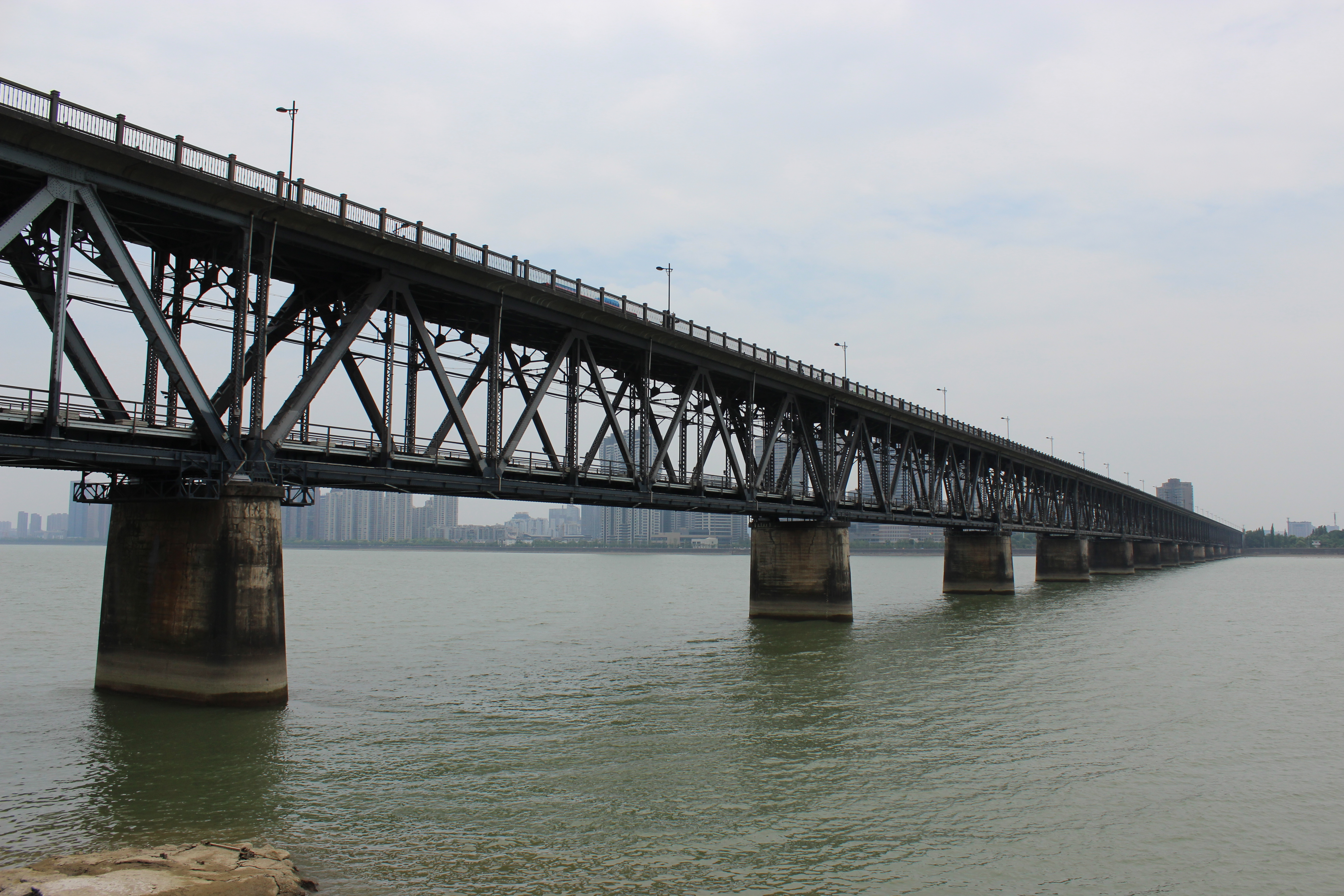
Vista  del puente
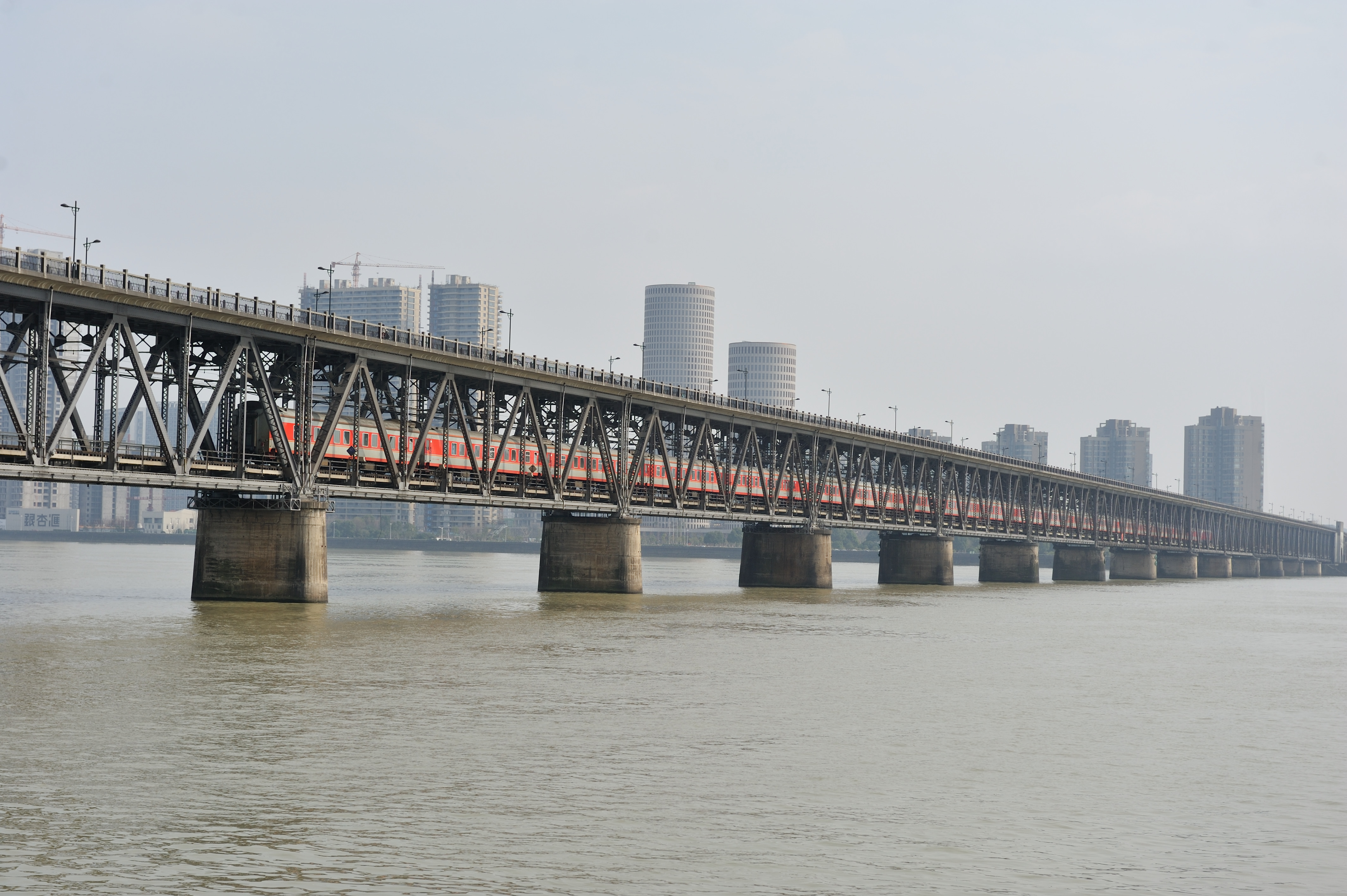
Vista general con tren
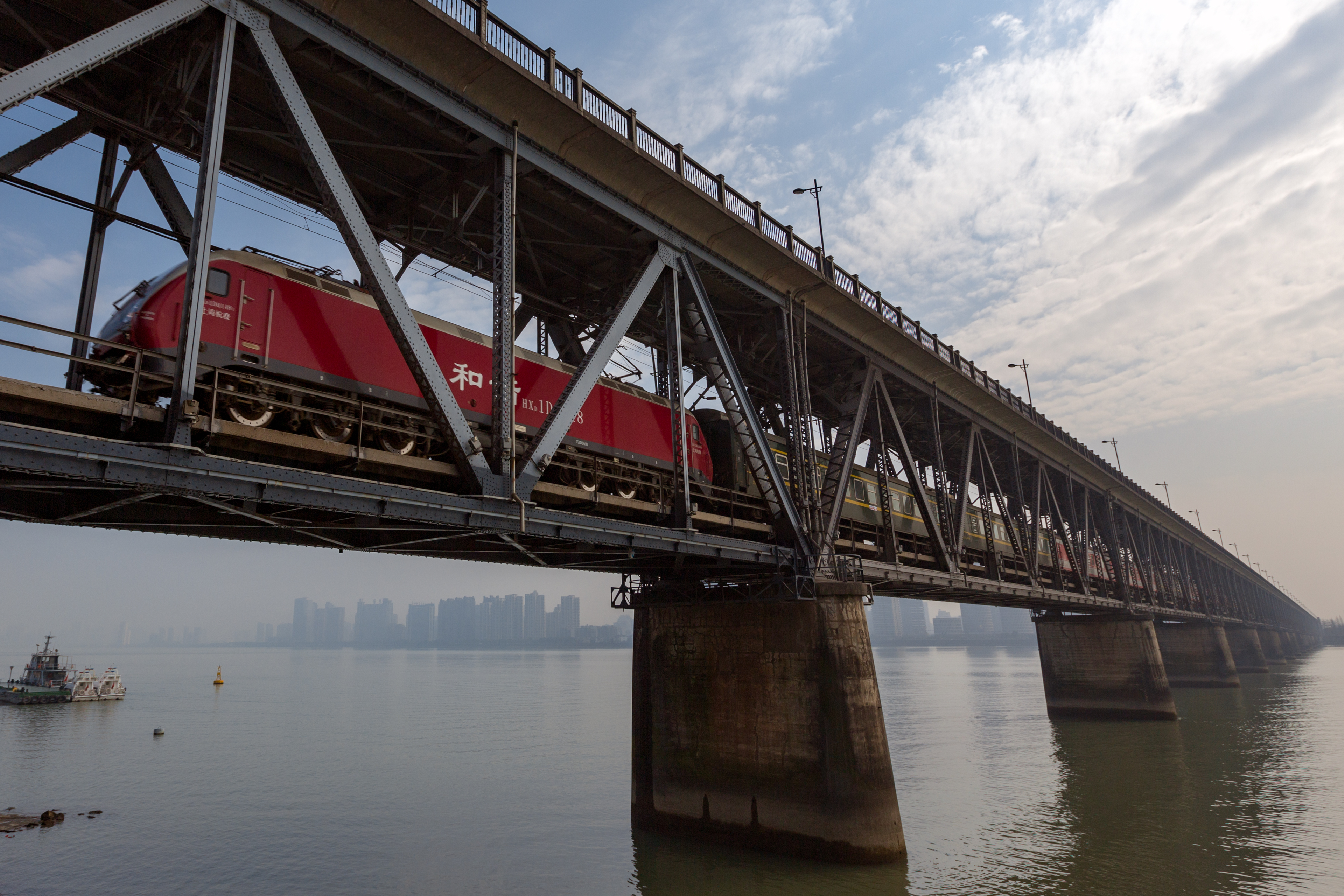
Tren pasando por el puente
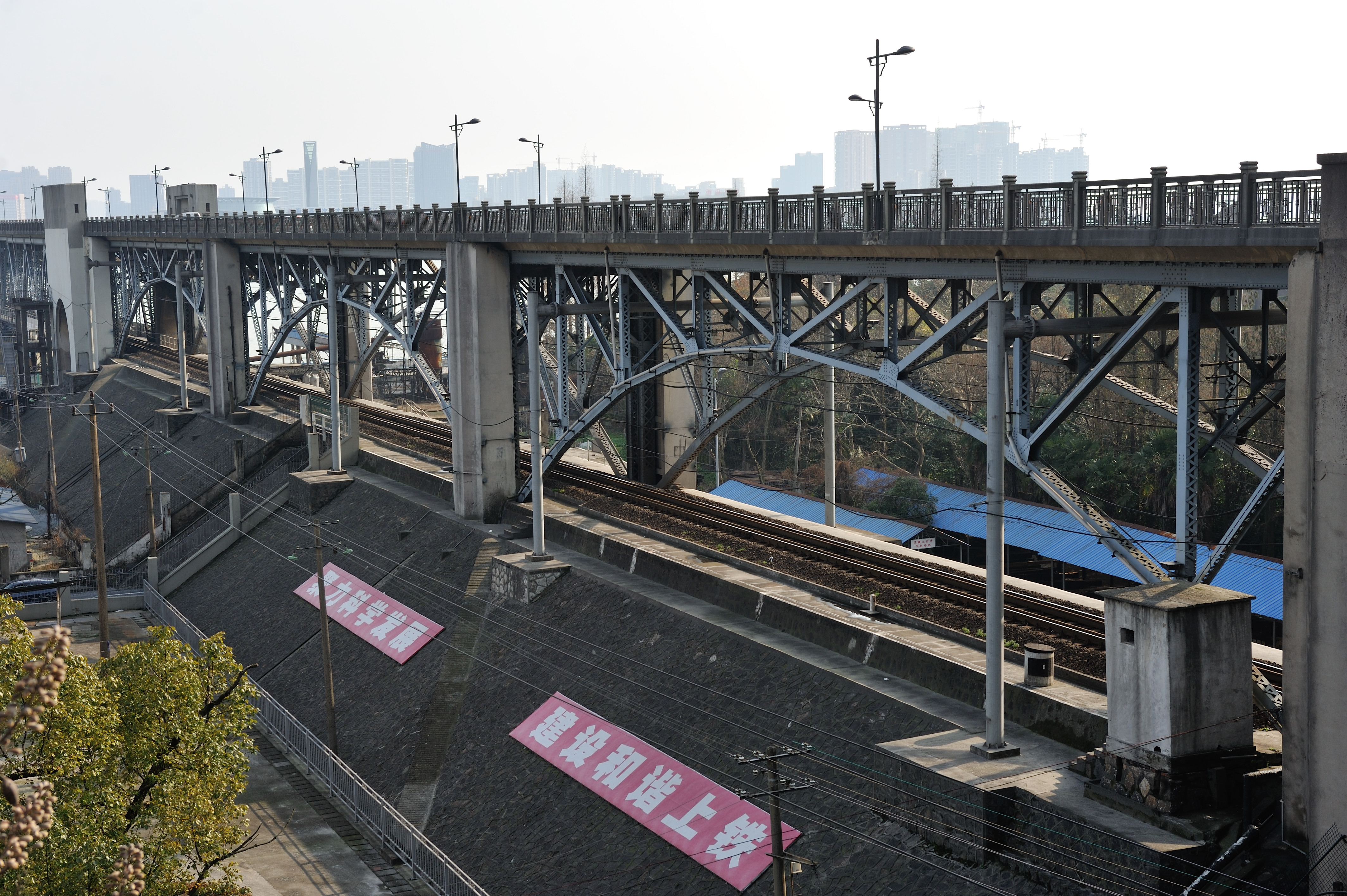
Detalle de los arcos de acceso de la orilla izquierda
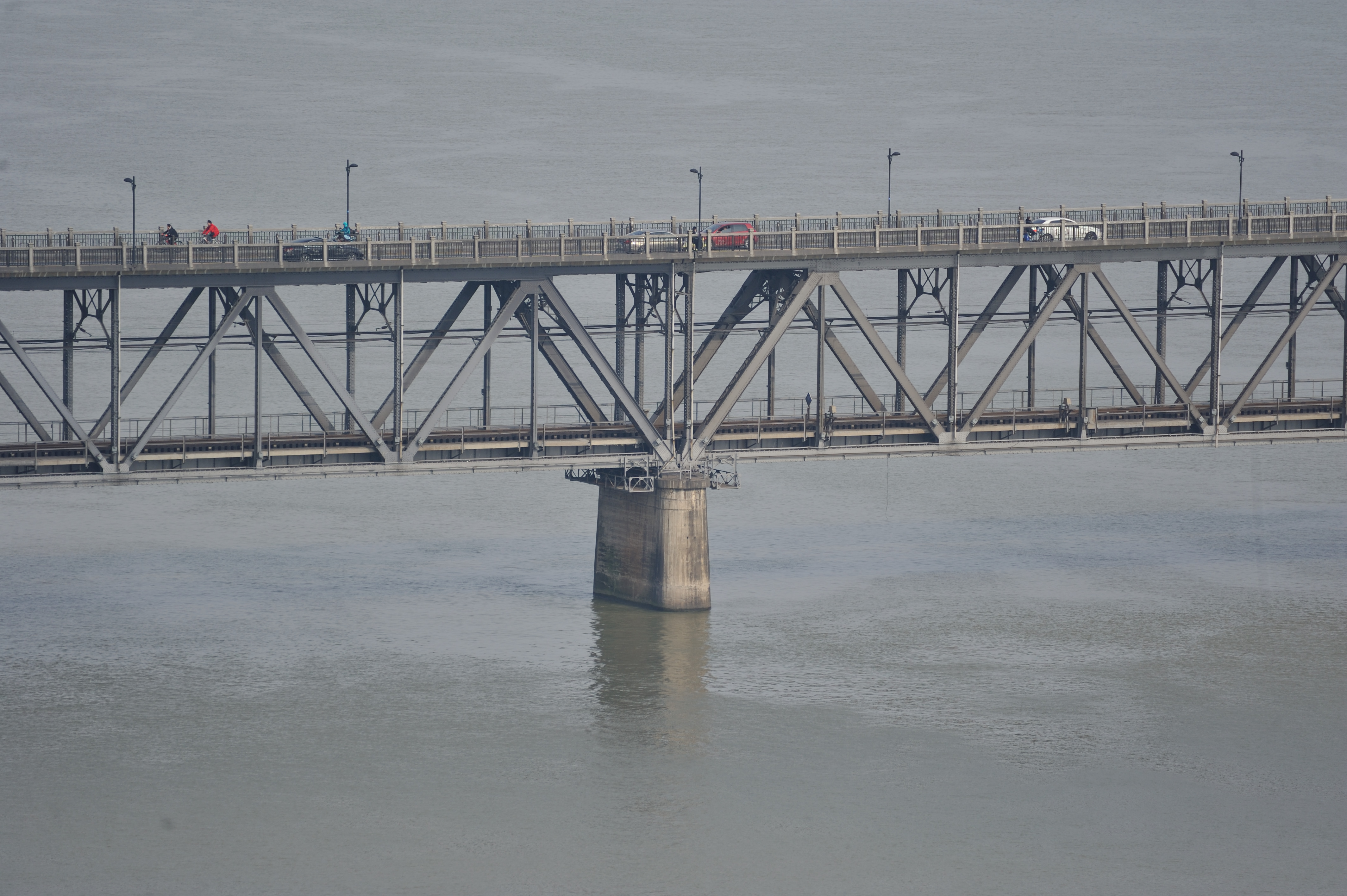
Detalle de una de las pilas y de la doble plataforma
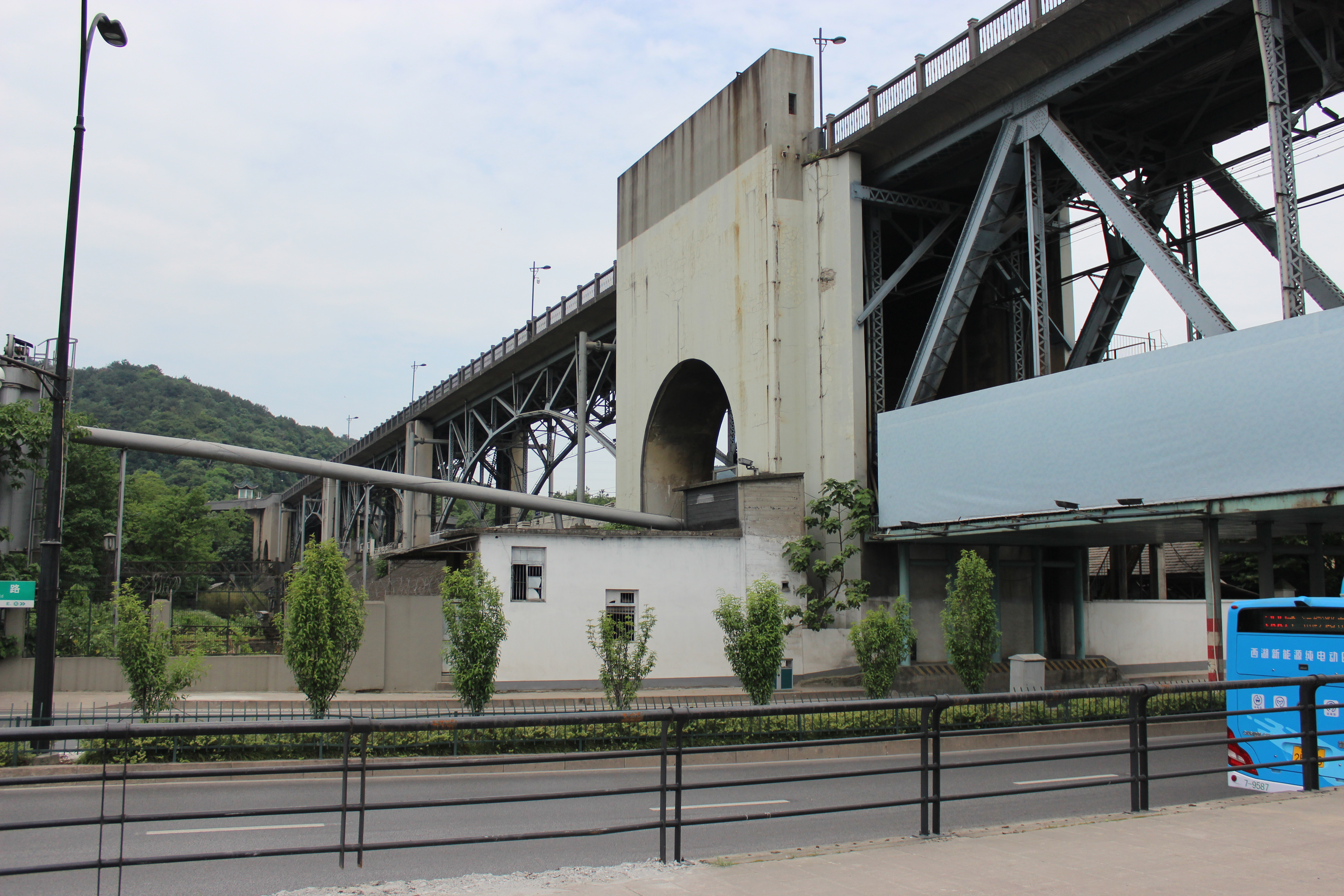
Detalle de las estructuras de acceso
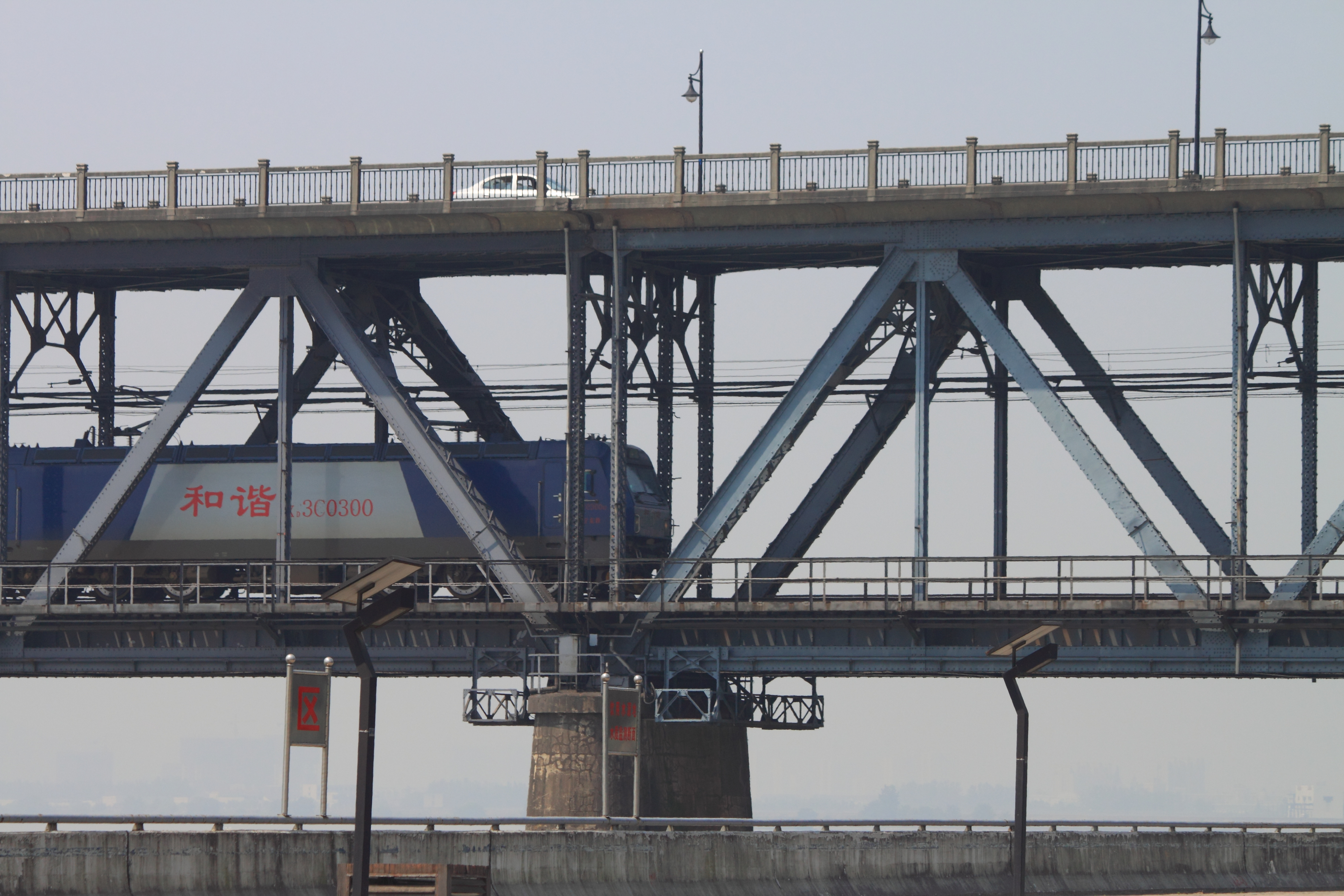
Detalle de la doble plataforma
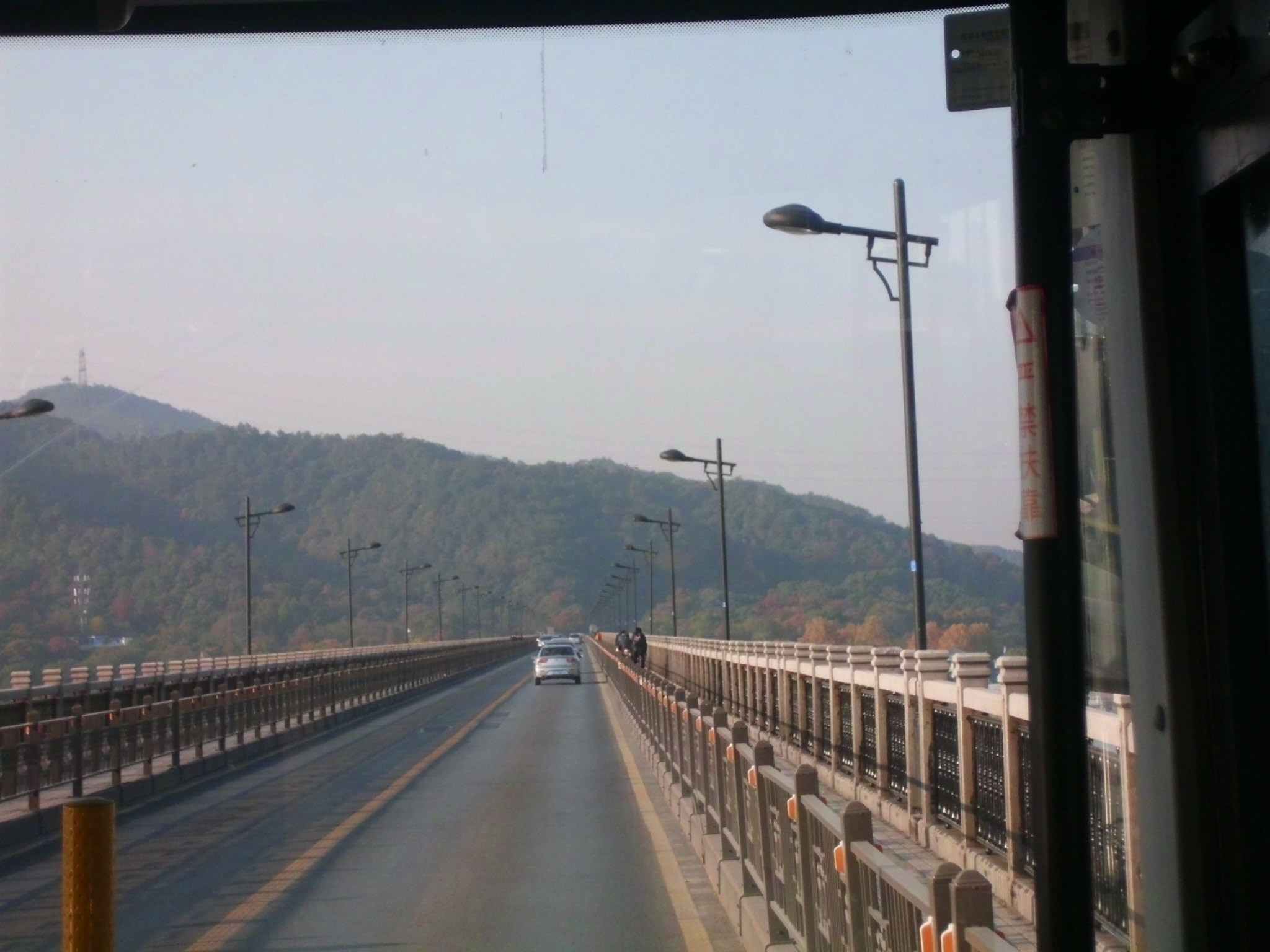
Vista del tablero superior